# Wartau
Wartau ist eine politische Gemeinde in der Region und im Wahlkreis Werdenberg im Kanton St. Gallen, Schweiz. Wahrzeichen und Namensstifter der Gemeinde ist die Burg Wartau.

## Geographie

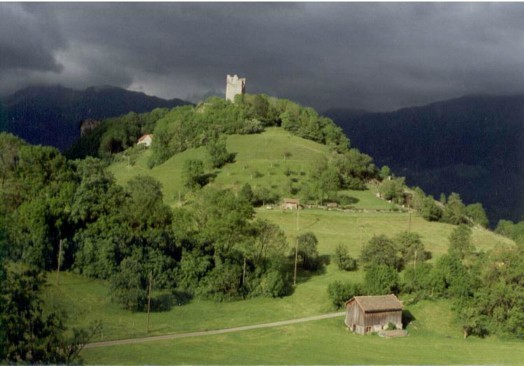
Stimmungsbild von Wartau, Juni 1991.

Wartau besteht aus den Dörfern Azmoos, Trübbach, Weite, Oberschan, Malans, Gretschins und Fontnas. Dazu kommen die Weiler Plattis, Murris und Matug sowie mehrere Alpen wie Palfries. Die Gemeindeverwaltung von Wartau hat ihren Sitz in Azmoos.
Die Gemeinde Wartau liegt am Fusse des Gonzens und des Alviermassives. Wartau besitzt eine vielfältige Landschaft mit einer gut erhaltenen Flora und Fauna. Einen Teil der Gemeindegrenze bildet der Rhein.

## Verkehr
Mit den Stationen Trübbach und Weite erhielt Wartau 1858 Anschlüsse an die Bahnlinie St. Gallen-Chur. Die Gemeinde verfügt daher über einen Bahnhof in Trübbach, der jedoch nicht mehr betrieben wird. Das Gemeindegebiet ist allerdings mit dem Netz der Busbetriebe Bus Sarganserland Werdenberg und LIEmobil entsprechend gut erschlossen.
Ab 1872 ersetzte eine Brücke die Rheinfähre.
Seit Ende der 1960er Jahre ist Trübbach an die Autobahn A13 angeschlossen, und es existiert ein offener Grenzübergang nach Balzers im Fürstentum Liechtenstein.

## Politik

### Gemeinderat
Der vom Volk gewählte Gemeinderat ist als Exekutive das oberste Führungsorgan der Gemeinde. Er trifft sich alle zwei Wochen zu seinen Sitzungen. Die zuvor eigenständige Schulgemeinde wurde per 1. Januar 2017 in die Politische Gemeinde inkorporiert. Der Gemeindepräsident und der Schulratspräsident sind gleichzeitig Mitglied des Gemeinderates.
| Gemeinderat (Legislatur 2021–2024) | Partei    | Funktion                             |
| ---------------------------------- | --------- | ------------------------------------ |
| Andreas Bernold                    | FDP       | Gemeindepräsident                    |
| Bruno Seifert                      | parteilos | Vizepräsident und Schulratspräsident |
| Alexander Gabathuler               | FDP       | Mitglied                             |
| Martin Gabathuler                  | SVP       | Mitglied bis 31.3.2023               |
| Vreni Kruse                        | Die Mitte | Mitglied                             |
| Christoph Schlegel                 | parteilos | Mitglied seit 1.4.2023               |

Die Wahlbeteiligung in der Gemeinde Wartau ist oft sehr tief. Eine Wahlbeteiligung um die 30 % ist üblich.

## Geschichte

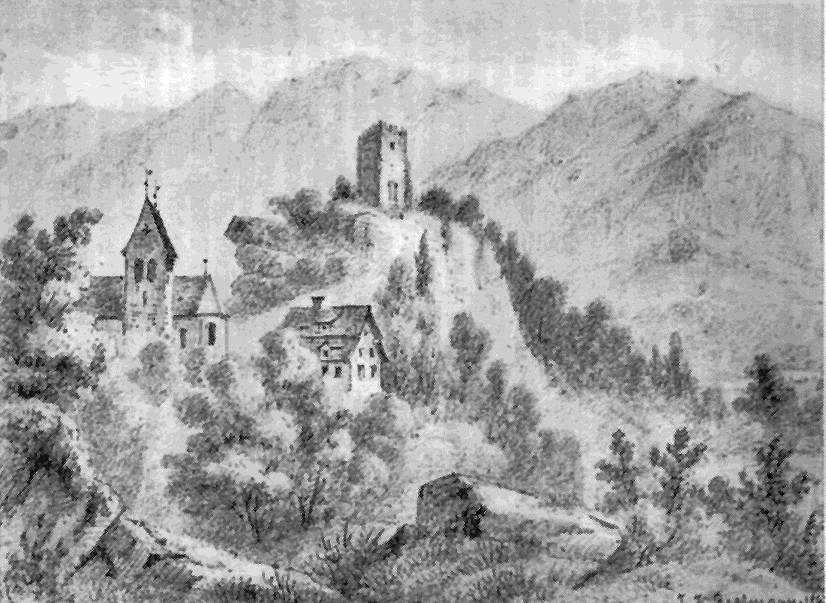
Kirche und Pfarrhaus von Gretschins mit Burgruine Wartau, 19. Jh.

Luftbild der Ruine Wartau (1964)

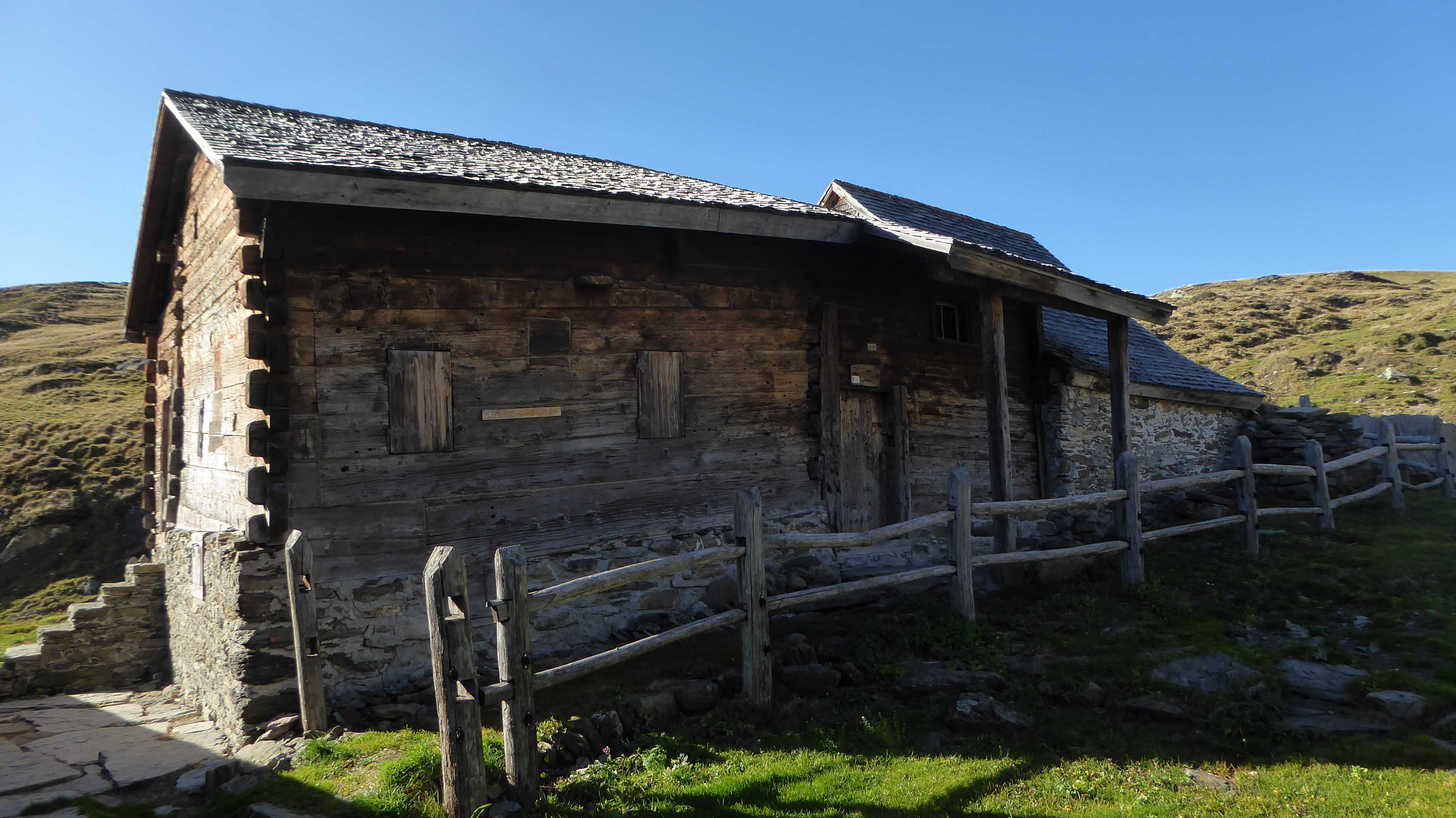
Sogenanntes Rathaus Palfries

In der Gemeinde Wartau wurden eine mesolithische Fundstelle, neolithische und bronzezeitliche Siedlungsplätze, ein eisenzeitlicher Brandopferplatz sowie römische Kleinfunde und Spuren eines frühmittelalterlichen Herrenhofs gefunden. Die um 1225 auf dem markant vorspringenden St. Martinsberg (heute Ochsenberg) erbaute Burg Wartau, 1342 als Wartow erwähnt, bildete mit dem Meierhof Gretschins das Zentrum einer Grundherrschaft, zu der die Höfe Fontnas und Murris, die Fähre am Schollberg sowie der Kirchensatz in Gretschins gehörten.
Der Edelmann Heinrich von Wildenberg, Schirmvogt des Klosters Pfäfers, war 1261 Besitzer der Festung «Wart ob der Au». Durch Erbgang kam die Herrschaft an das Haus Werdenberg-Sargans
Obwohl Burg und Herrschaft Wartau nach 1390 mit dem Hof Sevelen von den Grafen von Werdenberg-Sargans beansprucht wurden, gelangten sie 1399 an die Grafen von Werdenberg-Heiligenberg.
1414 gelangten sie in die Hände von Graf Friedrich VII. von Toggenburg und 1429 an Graf Bernhard von Thierstein, der das Burgrecht von Zürich annahm und die Festung Wartau der Stadt übergab.
Mit dem Verkauf der Grafschaft Sargans an Zürich, Luzern, Uri, Schwyz, Unterwalden, Glarus und Zug im Jahre 1483 ging die Landeshoheit über Wartau an diese Stände.
Die Grafschaft bzw. ab 1483 bis 1798 die Landvogtei Sargans hatte in der Gerichtsgemeinde Wartau die Hoch- und Niedergerichtsbarkeit inne. Ausgenommen war die direkt zur Herrschaft Wartau gehörende niedere Gerichtsbarkeit innerhalb des Etters Gretschins.
1802 bestand für wenige Monate die Republik Wartau, 1803 kam die Gemeinde zum neuen Kanton St. Gallen und zum Bezirk Sargans. 1831 bis 2002 gehörte sie zum Bezirk Werdenberg. Die letzten Walser, deren Vorfahren sich ab dem 14. Jahrhundert am Matugerberg (heute Walserberg) und auf der Alp Palfries angesiedelt hatten, musste Wartau 1827 einbürgern.
Der dritte Bau der bereits im Jahre 1273 erwähnten Kirche in Gretschins wurde 1494 dem heiligen Mauritius geweiht, der sich jedoch im Bewusstsein der Bevölkerung infolge der nahenden Reformation nicht mehr durchsetzen konnte. Daher blieb das Gretschinser Gotteshaus im Volksmund stets eine Martinskirche. Diesem Heiligen, der einst seinen Mantel mit einem Bedürftigen geteilt hatte, waren nämlich die beiden ersten Gretschinser Kirchen am selben Ort geweiht gewesen. Nachdem die Gemeinde bereits in den 1520er Jahren die Reformation angenommen hatte, wurde diese 1542 bestätigt. Als der eidgenössische Landvogt von Sargans 1694/95 mehrmals die Messe wieder einführen wollte, löste dies im sogenannten Wartauerhandel beinahe einen eidgenössischen Konfessionskrieg aus. In Azmoos wurde 1736 eine Kirche errichtet, und 1743 entstand die Kirchgemeinde Azmoos-Trübbach. 1892 erhielten auch die Katholiken von Wartau eine eigene Kirche in Azmoos.
Der mittelalterliche Verkehr führte mit der Rheinfähre von Trübbach nach Balzers zur Reichsstrasse Feldkirch–Chur und über Matug nach Sargans. 1491/92 bauten die eidgenössischen Orte dem Rhein entlang die Schollbergstrasse Richtung Sargans. Vor 1800 dominierte dank der Alpen die Viehwirtschaft. Die Rheinkorrektion ab 1862 und der Bau des Werdenberger Binnenkanals 1882 bis 1886 ermöglichten auch die Nutzung der fruchtbaren Flussebene. Zu Beginn des 21. Jahrhunderts spielten die Alp- und Forstwirtschaft noch immer eine wichtige Rolle. Arbeitsplätze schufen die 1866 gegründete Weberei in Azmoos und bis zu 200 Heimstickereien vor allem in Oberschan und Weite, das Eisenbergwerk Gonzen, der Bau und Betrieb der Festungen Schollberg und Magletsch sowie ein Technologieunternehmen in Trübbach.
2018 beschlossen die Wartauer Stimmbürger den Beitritt zum Abwasserverband Saar (Sargans), womit eine kostenaufwändige Sanierung der eigenen Abwasserreinigungsanlage vermieden wurde.

## Bevölkerung

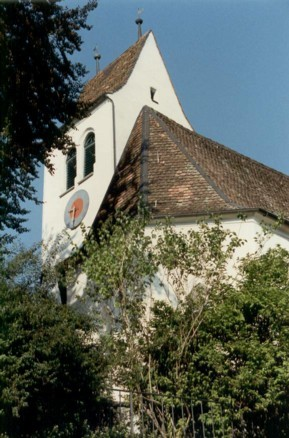
Turm und Chor der St. Martinskirche Gretschins

| Jahr      | 1809  | 1850  | 1900  | 1950  | 2000  | 2010   | 2015   | 2020   |
| Einwohner | 1214  | 2097  | 3149  | 3316  | 4704  | 5043   | 5231   | 5383   |
| Quelle    | [ 7 ] | [ 7 ] | [ 7 ] | [ 7 ] | [ 7 ] | [ 13 ] | [ 13 ] | [ 13 ] |

| Zugehörigkeit                   | %    |
| ------------------------------- | ---- |
| Mit Religionszugehörigkeit      | 81,7 |
| - römisch-katholisch            | 30,8 |
| - evangelisch-reformiert        | 33,6 |
| - andere christliche Konfession | 04,8 |
| - andere Religion               | 12,5 |
| Ohne Religionszugehörigkeit     | 18,3 |

## Sehenswürdigkeiten
In Wartau gibt es viele Trockenmauern in gutem Zustand. Gehäuft kommen diese in Azmoos am Rebberg sowie in Gretschins am Rebberg vor.

## Persönlichkeiten
- Hans Rudolf Tschudi (1641–1716), war in der Kirchgemeinde Wartau-Gretschins von 1671 bis 1716, also zur Zeit des Wartauer Handels 1694/1695, als Pfarrer tätig
- Cosmus Freuler (1780–1838), Lehrer, Buchdrucker und Bibliothekar, in Azmoos geboren, gründete die erste Druckerei im Kanton Glarus und war einer der ersten Schweizer Mundartschriftsteller
- Huldreich Seifert (1801–1882), Schweizer Theologe, Autor und Politiker, Mitglied und Präsident des Grossen Rates des Kantons St. Gallen (1839–1870), war Bürger von Wartau
- Heinrich Lang (1826–1876), deutscher Theologe und Reformer, führender Vertreter des theologischen Liberalismus, wirkte von 1848 bis 1863 als Gretschinser Pfarrer
- Huldrich Arnold Seifert (1828–1885), freisinniger Ständerat des Kantons St. Gallen, Kreispostdirektor und Verfassungsrat, war Bürger von Wartau
- Hermann Seifert (1841–1909), freisinniger Regierungsrat des Kantons St. Gallen und Landammann, war Bürger von Wartau und letzter privater Besitzer der Burg Wartau
- Henry Roseman Lang (1853–1934), US-amerikanischer Romanist, Hispanist und Lusitanist Schweizer Herkunft
- Johann Jakob Gabathuler (1883–1958), freisinniger Regierungsrat des Kantons St. Gallen, Nationalrat und Landwirt, war Bürger von Wartau
- Otto Karl Seifert (1902–1971), Schweizer Diplomat und erster Gesandter im neugegründeten Staat Israel, war Bürger von Wartau
- Georges Eggenberger (SP) (1928–2010), Nationalrat für den Kanton Bern, wurde in Wartau geboren
- Walter Müller (Politiker, 1948) (* 1948), Nationalrat für den Kanton St. Gallen, Landwirt, ist Bürger von Wartau
- Beat Tinner (FDP) (* 1971), 1997–2020 Gemeindepräsident in Wartau, seit 2020 Regierungsrat des Kantons St. Gallen
- Martina Hingis (* 1980), ehemalige Weltranglisten-Erste des Frauentennis, wuchs im Wartauer Dorf Trübbach auf